# Margate (Zuid-Afrika)
Margate is een plaats in de Zuid-Afrikaanse provincie KwaZoeloe-Natal.
Margate telt ongeveer 27.000 inwoners en is een bekende toeristische bestemming.

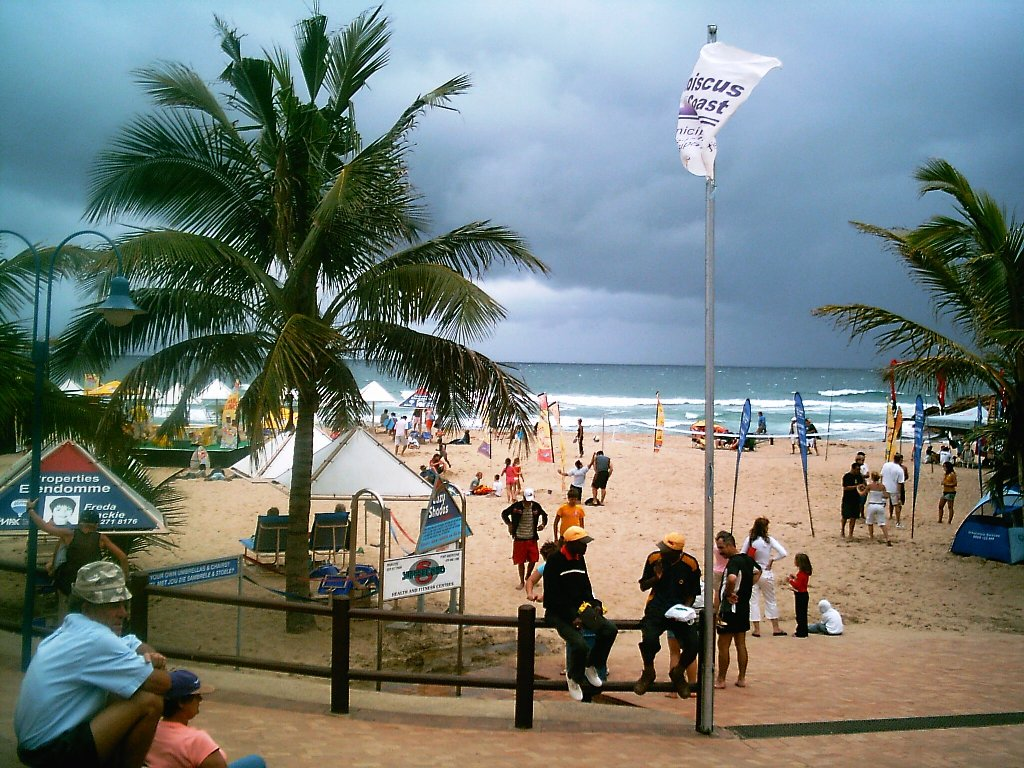
Strand bij Margate

## Subplaatsen
Het nationaal instituut voor de statistiek, Stats SA, deelt sinds de census 2011 deze hoofdplaats in in 14 zogenaamde subplaatsen (sub place), waarvan de grootste zijn:
Margate SP • Shelly Beach • Uvongo.